# Мошковичи
Мошковичи (бел. Машковічы) — деревня в Берёзовском районе Брестской области Белоруссии. Входит в состав Здитовского сельсовета.

## География
Деревня находится в центральной части Брестской области, при автодороге Р-84, на расстоянии приблизительно 9 километров (по прямой) к югу от города Берёза, административного центра района. Абсолютная высота — 145 метров над уровнем моря. Площадь населённого пункта — 1,0069 км².

## История
По состоянию на 1905 год, в Мошковичах проживало 332 человека. В административном отношении деревня входила в состав Селецкой волости Пружанского уезда Гродненской губернии.
Согласно Рижскому мирному договору (1921), деревня вошла в состав межвоенной Польши. Входила в состав гмины Ревятичи Пружанского повета Полесского воеводства Польши. В 1921 году числилось 157 жителей, проживавших в 25 домах. В этническом составе населения того периода белорусы составляли 100 %. В конфессиональном составе населения преобладали православные христиане (100 %).
С 1939 года в БССР, с 1940 года административный центр Мошковичского сельсовета.

## Население
По данным переписи 2019 года, в деревне проживало 53 человека.
| Год  | Население, человек |
| ---- | ------------------ |
| 1905 | 332                |
| 1921 | ↘ 157              |
| 2009 | ↘ 104              |
| 2019 | ↘ 53               |